# Sasów (gmina)
Gmina Sasów – dawna gmina wiejska funkcjonująca w latach 1941–1944 pod okupacją niemiecką w Polsce. Siedzibą gminy był pozbawiony praw miejskich Sasów.
Gmina Sasów została utworzona przez władze hitlerowskie z terenów okupowanych przez ZSRR w latach 1939–1941, stanowiących przed wojną zniesioną gminę Kołtów, zniesione miasto Sasów oraz część zniesionej gminy Podhorce w powiecie złoczowskim w woj. tarnopolskiem.
Gmina weszła w skład powiatu złoczowskiego (Kreishauptmannschaft Złoczów), należącego do dystryktu Galicja w Generalnym Gubernatorstwie. W skład gminy wchodziły miejscowości: Chmielowa, Huta Werchobuska, Kotłów (Kołtów), Kruhów, Opaki, Ruda Kotłowska (Ruda Kołtowska), Sasów i Werchobuż.
Po wojnie obszar gminy został odłączony od Polski i włączony do Ukraińskiej SRR.